# فراشة نطاطة نبيلة
الفراشات النطاطة النبيلة أو الفراشات النطاطة الوصية (الاسم العلمي: Euschemoninae)، فُصيلة حشرات فراشية من فصيلة الفراشات النطاطة. وهي وحيدة الجنس أعطانها أستراليا.